# Casinaria affinisima
Casinaria affinisima är en stekelart som beskrevs av Carlson 1979. Casinaria affinisima ingår i släktet Casinaria och familjen brokparasitsteklar. Inga underarter finns listade.